# Basket Rimini Crabs 2002-2003
Questa voce raccoglie le informazioni riguardanti il Basket Rimini Crabs, sponsorizzato Vip, nelle competizioni ufficiali della stagione 2002-2003.

Marcelinho Machado

## Verdetti stagionali
- Legadue:
  - stagione regolare: 9º posto su 14 squadre (bilancio di 14 vittorie e 18 sconfitte).

## Stagione
In estate il club passa al procuratore sportivo sammarinese Luciano Capicchioni, con Adriano Braschi che rimane comunque alla presidenza.

Il ruolo di allenatore è ricoperto da Tony Trullo, mentre il mercato si apre con gli ingaggi del play oriundo Ciorciari, dell'ala grande australiana Moore e degli americani Matthews e Fox. Arrivano poi i brasiliani Giovannoni (in prestito dalla Benetton Treviso) e Marcelinho Machado, entrambi reduci dai Mondiali 2002 dove lo stesso Marcelinho fu quarto miglior marcatore dell'intera competizione con quasi 21 punti di media.
Dopo la prima giornata (sconfitta interna per 76-93 contro Messina), Moore è costretto a tornare temporaneamente in Australia per gravi problemi familiari, ed al suo posto viene tesserato a gettone l'esperto pivot spagnolo Juan Antonio Morales, che gioca cinque partite.
Durante la stagione i Crabs non riescono a decollare e risiedono perlopiù nella seconda metà della classifica, nonostante gli innesti di Miralles e Ingles a fine novembre. Tra novembre e dicembre arrivano sei sconfitte consecutive che inducono Trullo a dimettersi: al suo posto viene chiamato il turco Murat Didin.
Alla fine del mese di febbraio la società si cautela mettendo sotto contratto Derrek Hamilton, che scenderà in campo in due sole occasioni a causa del limite di tre extracomunitari a referto.
In un campionato che prevede due retrocessioni, a quattro giornate dal termine i biancorossi occupano addirittura l'ultimo posto in solitario. La squadra tuttavia riesce ad aggiudicarsi tutte le restanti partite ottenendo la salvezza. Fondamentale a tal proposito il match interno della penultima giornata, vinto all'ultimo minuto contro la diretta concorrente Capo d'Orlando grazie anche al canestro determinante di Moore a 37 secondi dal termine.

## Organigramma societario
Area dirigenziale
- Presidente: Adriano Braschi

Area comunicazione
- Responsabile comunicazione: Stefano Sammarini
- Addetto stampa: Alessandro Ceccoli

Area sportiva
- Responsabile area tecnica: Luciano Capicchioni
- Direttore generale: Virginio Bernardi (dall'11 dicembre)
- Team manager: Renzo Vecchiato

Area tecnica
- Allenatore: Antonio Trullo (fino al 16 dicembre), Murat Didin (dal 16 dicembre)
- Assistente allenatore: Andrea Maghelli
- Assistente allenatore: Franco Foschi (fino all'11 dicembre)
- Assistente allenatore: Paolo Carasso (dall'11 dicembre)

Area sanitaria
- Medico sociale: Enzo Corbari
- Preparatore atletico: Lorenzo Giannetti
- Massaggiatore: Alberto Corbari

## Roster
| Basket Rimini Crabs 2002-2003 | Basket Rimini Crabs 2002-2003 |
| Giocatori                     | Staff tecnico                 |
| ----------------------------- | ----------------------------- |

| N. | Naz.                                          | Ruolo | Nome                   | Anno | Alt.   | Peso   |  |
| -- | --------------------------------------------- | ----- | ---------------------- | ---- | ------ | ------ |  |
| 4  | Brasile (bandiera)                            | GA    | Marcelinho Machado     | 1975 | 201 cm | 84 kg  |  |
| 5  | Argentina (bandiera) · Italia (bandiera)      | P     | Nelson Ingles          | 1975 | 182 cm | 84 kg  |  |
| 7  | Stati Uniti (bandiera)                        | A     | Abdul Fox              | 1971 | 200 cm | 90 kg  |  |
| 8  | Italia (bandiera)                             | P     | Diego Ciorciari        | 1980 | 185 cm | 85 kg  |  |
| 9  | Stati Uniti (bandiera)                        | C     | Lee Matthews           | 1970 | 205 cm | 95 kg  |  |
| 10 | San Marino (bandiera)                         | GA    | Andrea Raschi (C)      | 1979 | 198 cm | 87 kg  |  |
| 11 | Spagna (bandiera)                             | C     | Juan Antonio Morales   | 1969 | 211 cm | 111 kg |  |
| 11 | Spagna (bandiera)                             | C     | Albert Miralles        | 1982 | 209 cm | 114 kg |  |
| 12 | Brasile (bandiera) · Italia (bandiera)        | A     | Guilherme Giovannoni   | 1980 | 204 cm | 94 kg  |  |
| 13 | Italia (bandiera)                             | AC    | Simone Bagnoli         | 1981 | 205 cm | 92 kg  |  |
| 14 | Australia (bandiera) · Regno Unito (bandiera) | AC    | Derek Moore            | 1975 | 204 cm | 92 kg  |  |
| 15 | Italia (bandiera)                             | C     | Lorenzo Di Marcantonio | 1978 | 205 cm | 108 kg |  |
| 15 | Stati Uniti (bandiera)                        | A     | Derrek Hamilton        | 1966 | 200 cm | 95 kg  |  |
| 17 | Italia (bandiera)                             | P     | Mauro Morri (C)        | 1977 | 190 cm | 90 kg  |  |

| Allenatore |
| - Antonio "Tony" Trullo (fino al 16 dicembre) - Murat Didin (dal 16 dicembre)                                                                           |
| Assistente/i |
| - Andrea Maghelli - Franco Foschi (fino all'11 dicembre) - Paolo Carasso (dall'11 dicembre) Legenda - (C) Capitano Roster Aggiornato al: 30 giugno 2003 |

## Risultati

### Campionato

#### Stagione regolare

##### Girone di andata
| Arbitri: | Simone Strozzi Andrea De Socio |

|             |          |           |
| Matthews 23 | Punti    | 28 Oliver |
| Ciorciari 6 | Assist   | 3 Busca   |
| Matthews 11 | Rimbalzi | 8 Bragg   |

| Arbitri: | Antonio Florian Dino Mastrantoni |

|            |          |                    |
| Rusconi 21 | Punti    | 23 Marcelinho      |
| Young 4    | Assist   | 1 cinque giocatori |
| Rusconi 13 | Rimbalzi | 6 Marcelinho       |

| Arbitri: | Mauro Pozzana Maurizio Lilli |

|             |          |           |
| Matthews 22 | Punti    | 20 Ezugwu |
| Ciorciari 8 | Assist   | 2 Peretti |
| Matthews 10 | Rimbalzi | 7 Ezugwu  |

| Arbitri: | Alessandro Terreni Gianni Caroti |

|              |          |               |
| Fantozzi 26  | Punti    | 26 Marcelinho |
| Meščarakoŭ 5 | Assist   | 3 Marcelinho  |
| Shabazz 9    | Rimbalzi | 7 Matthews    |

| Arbitri: | Antonio Florian Dino Mastrantoni |

|             |          |                    |
| Matthews 33 | Punti    | 38 Esposito        |
| Morri 7     | Assist   | 2 Jovanović, Porta |
| Matthews 13 | Rimbalzi | 11 Hicks           |

| Arbitri: | Roberto Chiari Lorenzo Gori |

|               |          |           |
| Marcelinho 23 | Punti    | 18 Gigena |
| Ciorciari 9   | Assist   | 3 Rossini |
| Matthews 13   | Rimbalzi | 12 Rocca  |

| Arbitri: | Marco Giansanti Renato Capurro |

|             |          |               |
| Smith 28    | Punti    | 27 Marcelinho |
| Childress 6 | Assist   | 3 Marcelinho  |
| Barnes 12   | Rimbalzi | 16 Matthews   |

| Arbitri: | Pietro Crescenti Alessandro Terreni |

|                          |          |             |
| Matthews 28              | Punti    | 22 Williams |
| Giovannoni, Marcelinho 4 | Assist   | 2 Calbini   |
| Matthews 16              | Rimbalzi | 14 Burditt  |

| Arbitri: | Angelo Tullio Evangelista Caiazza |

|                 |          |                   |
| Mack 30         | Punti    | 16 Marcelinho     |
| Mack 2          | Assist   | 6 Ciorciari       |
| Pierre-Louis 15 | Rimbalzi | 11 Di Marcantonio |

| Arbitri: | Mauro Pozzana Andrea De Socio |

|               |          |              |
| Marcelinho 29 | Punti    | 30 Iuzzolino |
| Ciorciari 13  | Assist   | 8 Iuzzolino  |
| Matthews 15   | Rimbalzi | 10 Hoard     |

| Bologna 24 novembre 2002, ore 18:00 11ª giornata | Bignami Castel Maggiore | – Rinviata per le convocazioni in nazionale | Vip Rimini | PalaDozza |

| Arbitri: | Lorenzo Gori Dino Mastrantoni |

|          |          |                         |
| Boni 49  | Punti    | 22 Marcelinho, Matthews |
| Pieri 2  | Assist   | 3 Ciorciari, Morri      |
| Grant 17 | Rimbalzi | 5 Matthews, Morri       |

| Arbitri: | Roberto Chiari Vincenzo Terranova |

|                           |          |                                   |
| Pilutti 16                | Punti    | 28 Giovannoni                     |
| Levin 5                   | Assist   | 2 Ciorciari, Marcelinho, Matthews |
| Barlera, Rush, Williams 6 | Rimbalzi | 10 Giovannoni                     |

| Arbitri: | Simone Strozzi Maurizio Lilli |

|               |          |                    |
| Giovannoni 36 | Punti    | 32 Salyers         |
| Ciorciari 6   | Assist   | 1 Giadini, Whiting |
| Giovannoni 8  | Rimbalzi | 14 Mims            |

##### Girone di ritorno
| Arbitri: | Antonio Florian Andrea Manzato |

|                  |          |                               |
| Bragg, Oliver 23 | Punti    | 25 Matthews                   |
| Busca 7          | Assist   | 3 Marcelinho, Matthews, Morri |
| Bragg 13         | Rimbalzi | 11 Matthews                   |

| Arbitri: | Maurizio Pascotto Lorenzo Gori |

|                   |          |                   |
| Giovannoni 22     | Punti    | 24 Young          |
| Marcelinho 7      | Assist   | 8 Mordente        |
| Matthews, Moore 8 | Rimbalzi | 6 McGhee, Rusconi |

| Arbitri: | Roberto Begnis Evangelista Caiazza |

|               |          |                                   |
| Washington 25 | Punti    | 23 Matthews                       |
| Gray, Tourn 2 | Assist   | 1 Ciorciari, Marcelinho, Matthews |
| Gray 9        | Rimbalzi | 14 Matthews                       |

| Arbitri: | Marco Giansanti Vincenzo Terranova |

|                        |          |                      |
| Marcelinho 23          | Punti    | 22 Turner            |
| Morri 6                | Assist   | 3 Meščarakoŭ, Turner |
| Marcelinho, Matthews 5 | Rimbalzi | 12 Meščarakoŭ        |

| Arbitri: | Mauro Pozzana Alessandro Terreni |

|             |          |                      |
| Esposito 27 | Punti    | 23 Miralles          |
| Esposito 4  | Assist   | 5 Marcelinho         |
| N'Diaye 9   | Rimbalzi | 8 Matthews, Miralles |

| Arbitri: | Antonio Florian Maurizio Lilli |

|           |          |                       |
| Stanic 17 | Punti    | 20 Fox                |
| Rossini 2 | Assist   | 2 Ciorciari, Matthews |
| Rocca 10  | Rimbalzi | 11 Matthews           |

| Arbitri: | Roberto Begnis Dino Mastrantoni |

|               |          |             |
| Marcelinho 26 | Punti    | 16 Smith    |
| Marcelinho 6  | Assist   | 5 Childress |
| Matthews 10   | Rimbalzi | 10 Barnes   |

| Arbitri: | Simone Strozzi Andrea Manzato |

|             |          |              |
| Carlisle 25 | Punti    | 20 Matthews  |
| Calbini 4   | Assist   | 5 Marcelinho |
| Burditt 10  | Rimbalzi | 9 Matthews   |

| Arbitri: | Mauro Pozzana Vincenzo Terranova |

|                   |          |                 |
| Morri 25          | Punti    | 33 Mack         |
| Matthews, Morri 6 | Assist   | 6 Mack          |
| Matthews 14       | Rimbalzi | 12 Pierre-Louis |

| Arbitri: | Pietro Crescenti Maurizio Lilli |

|                  |          |              |
| Hoard 17         | Punti    | 22 Matthews  |
| Cooper 3         | Assist   | 6 Morri      |
| Bellina, Hoard 7 | Rimbalzi | 9 Giovannoni |

| Arbitri: | Roberto Begnis Claudio Panzera |

|                         |          |            |
| Marcelinho 21           | Punti    | 19 Levin   |
| Ciorciari, Marcelinho 2 | Assist   | 4 Williams |
| Miralles 12             | Rimbalzi | 12 Rush    |

| Arbitri: | Roberto Chiari Gianni Caroti |

|             |          |             |
| Matthews 20 | Punti    | 20 Hoover   |
| Morri 6     | Assist   | 4 Hoover    |
| Miralles 10 | Rimbalzi | 14 Lockhart |

| Arbitri: | Marco Giansanti Dino Mastrantoni |

|                             |          |              |
| Whiting 29                  | Punti    | 17 Matthews  |
| Ambrassa, Salyers, Santos 2 | Assist   | 3 Marcelinho |
| Mims 9                      | Rimbalzi | 7 Matthews   |

#### Fase a orologio
| Arbitri: | Roberto Begnis Andrea De Socio |

|                          |          |                     |
| Giovannoni 24            | Punti    | 31 Young            |
| Giovannoni, Marcelinho 4 | Assist   | 4 Young             |
| Miralles 13              | Rimbalzi | 9 Maggioli, Ruggeri |

| Arbitri: | Pietro Crescenti Lorenzo Gori |

|                 |          |                         |
| Mack 34         | Punti    | 25 Giovannoni           |
| Pastore 4       | Assist   | 4 Ciorciari, Marcelinho |
| Pierre-Louis 15 | Rimbalzi | 10 Giovannoni           |

| Arbitri: | Roberto Chiari Vincenzo Terranova |

|              |          |             |
| Morri 18     | Punti    | 16 Thompson |
| Morri 4      | Assist   | 6 Thompson  |
| Giovannoni 9 | Rimbalzi | 10 Barnes   |

| Arbitri: | Angelo Tullio Renato Capurro |

|                  |          |               |
| Williams 31      | Punti    | 26 Giovannoni |
| Ryan 2           | Assist   | 3 Fox         |
| Ryan, Williams 6 | Rimbalzi | 13 Giovannoni |

| Arbitri: | Roberto Begnis Antonio Florian |

|             |          |                         |
| Matthews 18 | Punti    | 17 Meščarakoŭ, Robinson |
| Matthews 3  | Assist   | 2 Fantozzi              |
| Matthews 6  | Rimbalzi | 9 Meščarakoŭ            |

| Arbitri: | Pietro Crescenti Vincenzo Terranova |

|                                    |          |                    |
| Washington 21                      | Punti    | 29 Giovannoni      |
| Chiaramello, Peretti, Washington 1 | Assist   | 2 Ciorciari, Moore |
| Gray 8                             | Rimbalzi | 10 Matthews        |